# Sandringham House
Sandringham House é uma casa de campo localizada na paróquia de Sandringham, Norfolk, Reino Unido. É uma residência particular do rei Carlos  III, sendo propriedade da família real britânica desde meados no século XIX. O local é habitado desde o tempo elisabetano, quando uma grande mansão foi construída. Esta foi substituída em 1771 por uma mansão jorgiana para a família Hoste Henley. Sandringham foi comprada em 1836 por John Motteux, um mercador de Londres que era dono de propriedades em Norfolk e Surrey. Motteux não tinha herdeiros e toda a propriedade passou em 1843 para Charles Spencer Cowper, filho de sua amiga Emily Temple, Viscondessa Palmerston. Cowper vendeu os imóveis de Norfolk e Surrey e começou a reconstruir Sandringham. Ele levava uma vida extravagante e a propriedade acabou hipotecada na década de 1860.
Sandringham e oito mil acres de terra foram compradas em 1862 para Alberto Eduardo, Príncipe de Gales, depois Eduardo VII, como uma casa de campo para si e sua noiva, a princesa Alexandra da Dinamarca. A casa foi praticamente toda reconstruída entre 1870 e 1900 em um estilo descrito como "jacobino frenético". Eduardo também desenvolveu a propriedade, criando um dos melhores locais de caça da Inglaterra. Ele morreu em 1910 e a casa passou para seu filho Jorge V, que amava Sandringham profundamente. Foi do local que a primeira Mensagem Real de Natal foi transmitida em 1932 e onde ele morreu em 1936. A propriedade passou para seu filho Eduardo VIII, sendo comprado por seu irmão Jorge VI depois de Eduardo abdicar do trono. Jorge era tão dedicado a casa quanto seu pai e também morreu no local em 1952.
Isabel II herdou toda a propriedade depois da morte de seu pai. Ela passava a maior parte do inverno em Sandringham, incluindo durante o aniversário de sua ascensão. A primeira Mensagem Real de Natal televisionada foi transmitida da casa em 1957. Planos foram elaborados na década de 1960 para que Sandringham fosse demolida e substituída para uma construção mais moderna, porém estes não foram levados adiante. Isabel II abriu a casa a visitação pública pela primeira vez em seu Jubileu de Prata em 1977. Diferentemente de outras residências reais, como o Castelo de Windsor e o Palácio de Buckingham, Sandringham e o Castelo de Balmoral na Escócia são propriedades particulares de Carlos III e não fazem parte da Coroa.